# Pleromidae
Pleromidae é uma família de esponjas marinhas da ordem Lithistida.

## Gêneros
- Anaderma Lévi e Lévi, 1983
- Pleroma Sollas 1888